# Arthur Lehman Goodhart
Arthur Lehman Goodhart  (1er mars 1891 à New York – 10 novembre 1978 à Oxford) est un juriste et avocat universitaire né aux États-Unis ; il est professeur de jurisprudence à l'Université d'Oxford, de 1931 à 1951, alors qu'il est également membre de l'University College d'Oxford. Il est le premier Américain à être le maître d'un collège d'Oxford et est un bienfaiteur important du Collège .

## Jeunesse et éducation
Arthur Goodhart est né dans une famille juive de New York, le plus jeune des trois enfants de Harriet "Hattie" Lehman et de Philip Julius Goodhart . Il est le frère de Howard Goodhart et Helen Goodhart Altschul (marié à Frank Altschul). Son grand-père maternel est Mayer Lehman (en), l'un des trois frères qui cofonde la banque d'investissement Lehman Brothers . Goodhart fait ses études à la Hotchkiss School de l'Université Yale et au Trinity College de Cambridge. À Yale, il est rédacteur en chef du magazine d'humour du campus The Yale Record . De retour aux États-Unis, il pratique le droit jusqu'à la Première Guerre mondiale. Après la guerre, il commence une carrière universitaire en droit, d'abord à l'Université de Cambridge et plus tard à l'Université d'Oxford où il est professeur de jurisprudence puis Maitre du University College. Il est rédacteur en chef de la Law Quarterly Review pendant cinquante ans.

## Carrière
Rejeté du service dans les forces britanniques pendant la Première Guerre mondiale, en 1914, Goodhart devient membre des forces américaines lorsque les États-Unis rejoignent la guerre en 1917; il devient conseiller juridique de la mission américaine en Pologne, en 1919.
Goodhart est admis au barreau par l'Inner Temple en 1919, et devient membre du Corpus Christi College, Cambridge, et professeur d'université en jurisprudence ; il édite le Cambridge Law Journal, 1921-1925, et la Law Quarterly Review, en 1926. En 1931, il s'installe à Oxford pour devenir professeur de jurisprudence. Il abandonne cette chaire lorsqu'il devient Maitre du University College, Oxford, 1951-1963. En 1952, il prononce les Hamlyn Lectures.
En tant que membre de la Commission de révision des lois, Goodhart contribue à promouvoir des améliorations dans diverses branches du droit.

## Vie privée
Arthur Goodhart est marié à Cecily Goodhart (née Carter) qui est d'origine anglaise . Ils ont trois enfants : Sir Philip Goodhart ; William Goodhart ; et Charles Goodhart  (d'après qui la Loi de Goodhart est nommée).
Parmi les étudiants de la maîtrise de Goodhart au University College figurent Bob Hawke, immatriculé en 1953, qui est plus tard Premier ministre d'Australie.
Le Goodhart Quad et le Goodhart Building (à l'est, surplombant le quad et utilisé pour le logement des étudiants) de l'University College d'Oxford, au large de Logic Lane, portent son nom. Le plus grand amphithéâtre du Sir David Williams Building, qui abrite la faculté de droit de l'Université de Cambridge, porte également le nom de "The Arthur Goodhart Lecture Theatre" en son honneur. Cecily's Court, un petit espace ouvert contenant une fontaine, situé entre le bâtiment Goodhart et 83-85 High Street, est nommé en mémoire de l'épouse de Goodhart.